# 이치중
이치중(1726년 ~ 1802년)은 조선 후기의 문신으로, 본관은 전주이다. 영조 때 문과에 급제해 정언이 되고 지평, 정언, 교리를 거쳐 헌납, 부수찬, 교리를 지낸 뒤 부교리를 하다 북도어사로 나가 민정을 다스리며 탐관오리들을 심판했고 지평을 하다가 북관어사로 나가 탐관오리들을 심판했다. 이후 수찬, 부수찬, 부교리, 교리, 집의, 사간을 거쳐 관동어사로 다시 탐관오리들을 심판했으며 부교리, 필선, 부수찬, 사간, 보덕을 거쳐 대사간으로 당상관이 되고 승지를 거쳐 정조 때 사간원대사간이 되었다가 이후 동래부사가 되고 다시 사간원대사간과 사헌부대사헌을 거쳐 예조판서가 되고 사헌부대사헌, 공조판서, 형조판서, 이조판서를 거쳐 사헌부대사헌, 의정부좌참찬, 의정부우참찬을 지내고 우참찬, 형조판서를 거쳐 의정부우참찬, 공조판서, 의정부좌참찬을 하다가 순조 때 다시 우참찬과 좌참찬을 하고 1802년에 생을 마감했다.